# Іваново-Сергієвськ
Іваново-Сергієвськ (рос. Иваново-Сергиевск) — залізнична станція в Людиновському районі Калузької області Російської Федерації.
Населення становить 13 осіб. Входить до складу муніципального утворення Присілок Маніно.

## Історія
Від 2004 року входить до складу муніципального утворення Присілок Маніно.

## Населення
| 2002 | 2010 |
| ---- | ---- |
| 18   | ↘13  |